# 주산기 사망률
주산기 사망률(周産期死亡率)은 후생통계에 이용되는 용어의 하나이며, 연간의 1000 출산에 대한 주산기사망의 비율이다.

## 계산식
여기서 주산기사망은 (임신 만 20주 이후의 사산)+(조기신생아사망)으로 정의된다. 또 출산수는 (출생수)+(임신만 22주 이후의 사산수)로 정의된다. 따라서 주산기 사망률은
(연간의 주산기 사망률)
= 1000×(연간의 주산기사망수)/(연간의 출산수)
= 1000×{(연간의 임신만 22주 이후의 사산수)+(연간의 조기신생아사망수)}/{(연간의 출생수)+(연간의 임신만 22주 이후의 사산수)}
의 식에서 나타내진다.
덧붙여 ICD-10에서는 주산기의 정의를 임신만 22주부터 출생후만 7일 미만으로 하고 있다. 일본의 후생노동성의 통계에서는 헤세이 7년(1995년)부터 이 ICD-10의 정의를 채용했다.
일본에서 헤세이 6년 이전의 주산기 사망률의 정의는 (임신만 28주 이후의 사산)+(조기 신생아 사망)이었다.
주산기사망률은 임신28주이후 태아사망수와 출생후7일이내신생아사망수를 연간출생수로 나누어1000을 곱한수이다.(지역사회간호학.오미성외 공저.2016)

## 통계
「인구동태통계」에서
| 년     | 일본 | 미국 | 독일 | 영국 |
| ------ | ---- | ---- | ---- | ---- |
| 1975년 | 28.7 | 12.8 | 39.6 | 12.8 |
| 1985년 | 15.8 | 7.8  | 10.7 | 7.0  |
| 1995년 | 7.2  | 7.1  | 5.4  | 7.0  |
| 2004년 | 4.4  | 10.0 | 3.7  | 6.0  |

| 년     | 일본 | 미국 | 독일 | 영국 |
| ------ | ---- | ---- | ---- | ---- |
| 1975년 | 16.0 | 20.7 | 19.4 | 19.9 |
| 1985년 | 8.0  | 11.2 | 7.9  | 9.9  |
| 1995년 | 5.7  | 7.6  | 6.9  | 7.5  |
| 2005년 | 3.3  | 7.0  | 5.9  | 8.5  |

만 28주 이후의 사산+조기신생아사망에서

## 같이 보기
- 신생아사망률
- 조기신생아사망률
- 영아사망률
- 유유아 사망률
- 임산부사망률
- 사망률

## 참고 문헌
- 「조산소로부터의 반송 예의 실상과 주산기 예후」키타자토 대학학 의학부 산부인과・소아과(일본 주산기・신생아 의학회 잡지 제 40 각권 3호. 553-556쪽.)